# Aeródromo de Ocaña
El Aeródromo de Ocaña (OACI: LEOC) es un aeródromo público español situado en el municipio de Ocaña (Toledo), a 64 km al sur de Madrid. Durante muchos años, el aeródromo fue gestionado por la sociedad mercantil estatal SENASA si bien, el 18 de febrero de 2022, se anunció que Eduardo Díaz del Río había hecho la puja más alta en una subasta del aeródromo iniciada meses antes anticipando así un muy probable traslado del aeroclub "Edu Díaz del Río"  desde su sede original, en el municipio de Guadalix de la Sierra (Madrid), a Ocaña.
Pese a ello, no pudo consumarse la transmisión patrimonial y el aeródromo siguió en manos de SENASA quien continuó intentando deshacerse de él.El 25 de octubre de 2023, SENASA comunicó, a todos los potenciales usuarios, que las pistas del aeródromo de Ocaña dejarían de poder usarse, tanto para despegues como para aterrizajes, a partir del 27 de octubre de 2023. Igualmente, el 25 de marzo de 2024, SENASA les informó que se reabrían, indicándoles además que para la gestión ordinaria de las operaciones contactaran con personal de la empresa ELA Aviación. La guía online para vuelos visuales que gestiona el proveedor oficial de información aeronáutica Enaire fue posteriormente modificada y paso a identificar a "425 Rapag infraestructura aérea Ocaña S.L.", propiedad de ELA Aviación, como sucesora de SENASA en la gestión de la infraestructura LEOC. El 7 de agosto de 2024, la organización de formación aprobada Fly Bai S.L. anunciaba, a través de sus redes sociales, el acuerdo alcanzado con "el nuevo propietario ELA Aviación" para utilizar el aeródromo como centro de instrucción en vuelo de futuros pilotos comerciales.
La infraestructura cuenta con tres pista de aterrizaje, una de asfalto de 1250x12m, otra de tierra compactada de 1260x40m y una más de tierra cuyas dimensiones son 850x30m. La pista de asfalto, en el periodo que estuvo cerrado el aeródromo, empezó a utilizarse para pruebas automovilísticas, uso que ha tenido, tras la reapertura, cierta continuidad.
Los principales usuarios del aeródromo a lo largo de su historia, además de SENASA, fueron el Real Aero Club de España y el Aero Club de Ocaña (que siguió volando hasta octubre de 2023, con veleros y remolcadora propia), haciendo principalmente actividades de vuelo a vela. También operaron hasta octubre de 2023 una empresa de paracaidismo (Skydive Madrid) y otra de instrucción en el pilotaje desde dentro de aeronaves motorizadas (ULM Escuela de Vuelo). En abril de 2025, el Aeroclub de Ocaña volvió a operar en el aeródromo después de llegar a un acuerdo con el nuevo propietario.